# Cristina di Orange-Nassau
Cristina di Orange-Nassau (nome completo in olandese Maria Christina; Baarn, 18 febbraio 1947 – L'Aia, 16 agosto 2019) è stata una principessa olandese.
Era l'ultima delle quattro figlie della regina Giuliana e del principe Bernhard.

## Biografia

### Infanzia e giovinezza
La madre, Giuliana, aveva contratto la rosolia durante la gravidanza e per questo la bambina nacque quasi cieca, ma col tempo e con i progressi della medicina, tramite l'utilizzo di occhiali speciali, ha goduto di un miglioramento tale della vista da poter frequentare la scuola e vivere una vita normale. Malgrado l'handicap iniziale fu una bambina brillante e felice, notevolmente portata per la musica e per le lingue, tanto da intrattenere ancora giovinetta il presidente francese René Coty con una fluente conversazione in francese.

### Matrimonio
Nel 1963 scelse di usare solo il secondo nome, Cristina, dismettendo il primo, Maria. Assecondando le sue doti musicali, a ventun anni si trasferì a Montréal, in Canada, per studiare musica classica a Montreal, e dopo alcuni anni accettò un lavoro da docente in una scuola montessoriana a New York. Là, vivendo una vita normale sotto il nome di Christina Van Oranje, la principessa olandese conobbe e si innamorò del rifugiato cubano Jorge Pérez y Guillermo, nato a L'Avana il 1º agosto 1946, insegnante presso la Addie May Collins Shelter di Harlem.
Anche se i pregiudizi sociali stavano cambiando (il signor Perez y Guillermo era cattolico), era ancora possibile che il matrimonio potesse creare un nuovo scandalo politico nei Paesi Bassi, come quando nel 1964 la sorella di Cristina, la principessa Irene di Orange-Nassau, aveva sposato il cattolico Carlo Ugo di Borbone-Parma, duca di Parma. Per evitarlo, la principessa Cristina, a quel tempo nona nella linea di successione al trono olandese, rinunciò per sé e per eventuali figli ai diritti al trono, prima di convertirsi al cattolicesimo e dare ufficialmente l'annuncio del fidanzamento il giorno di San Valentino del 1975.
Sposatisi il 28 giugno 1975, nella cattedrale di Utrecht, gli sposi attraversarono le strade della città tra le acclamazioni di migliaia di cittadini olandesi. Dopo aver vissuto per qualche anno a New York tornarono in Olanda, costruendosi casa a Wassenaar, vicino a L'Aia. Ebbero tre figli:
- Bernardo Federico Tomás Guillermo, nato il 17 giugno 1977
- Nicolás Daniel Mauricio Guillermo, nato il 6 luglio 1979
- Juliana Edenia Antonia Guillermo, nata l'8 ottobre 1981

Dopo il divorzio nel 1996, la principessa Cristina tornò coi figli a vivere negli Stati Uniti e dopo la morte della madre nel 2004 si è divisa fra Londra e la casa di famiglia al Monte Argentario. Ha registrato parecchi CD e presieduto una fondazione musicale nei Paesi Bassi. Ha cantato al funerale della madre e partecipato ad un concerto tributo che il Festival CIMA fece in Italia per la regina Giuliana, diretto da Jorge Chaminé.
È morta il 16 agosto 2019 all'età di 72 anni a seguito di un tumore osseo.

## Titoli e trattamento
- 18 febbraio 1947 - 16 agosto 2019: Sua Altezza Reale, la principessa Cristina dei Paesi Bassi, principessa d'Orange-Nassau, principessa di Lippe-Biesterfeld

## Ascendenza
|                                |                                               |                                        | Genitori                              |  |  | Nonni |  |  | Bisnonni                        |  |  | Trisnonni                   |  |
|                                |                                               |                                        |                                       |  |  |       |  |  | Ernesto II di Lippe-Biesterfeld |  |  | Giulio di Lippe-Biesterfeld |  |
|                                |                                               |                                        |                                       |  |  |       |  |  | Ernesto II di Lippe-Biesterfeld |  |  | Giulio di Lippe-Biesterfeld |  |
|                                |                                               | Adelaide di Castell-Castell            |                                       |  |  |       |  |  | Ernesto II di Lippe-Biesterfeld |  |  |                             |  |
| Bernardo di Lippe-Biesterfeld  |                                               |                                        |                                       |  |  |       |  |  | Ernesto II di Lippe-Biesterfeld |  |  |                             |  |
|                                |                                               | Carolina di Wartensleben               | Leopoldo di Wartensleben              |  |  |       |  |  |                                 |  |  |                             |  |
|                                |                                               | Carolina di Wartensleben               | Leopoldo di Wartensleben              |  |  |       |  |  |                                 |  |  |                             |  |
|                                |                                               | Carolina di Wartensleben               | Mathilde Halbach                      |  |  |       |  |  |                                 |  |  |                             |  |
| Bernardo di Lippe-Biesterfeld  |                                               | Carolina di Wartensleben               |                                       |  |  |       |  |  |                                 |  |  |                             |  |
|                                |                                               | Aschwin di Sierstorpff-Cramm           | Adolfo di Cramm                       |  |  |       |  |  |                                 |  |  |                             |  |
|                                |                                               | Aschwin di Sierstorpff-Cramm           | Adolfo di Cramm                       |  |  |       |  |  |                                 |  |  |                             |  |
|                                |                                               | Aschwin di Sierstorpff-Cramm           | Edvige di Cramm                       |  |  |       |  |  |                                 |  |  |                             |  |
| Armgard di Sierstorpff-Cramm   |                                               | Aschwin di Sierstorpff-Cramm           |                                       |  |  |       |  |  |                                 |  |  |                             |  |
|                                |                                               | Edvige di Sierstorpff-Driburg          | Ernesto di Sierstorpff-Driburg        |  |  |       |  |  |                                 |  |  |                             |  |
|                                |                                               | Edvige di Sierstorpff-Driburg          | Ernesto di Sierstorpff-Driburg        |  |  |       |  |  |                                 |  |  |                             |  |
|                                |                                               | Edvige di Sierstorpff-Driburg          | Karoline von Vincke                   |  |  |       |  |  |                                 |  |  |                             |  |
| Cristina di Orange-Nassau      |                                               | Edvige di Sierstorpff-Driburg          |                                       |  |  |       |  |  |                                 |  |  |                             |  |
|                                | Federico Francesco II di Meclemburgo-Schwerin | Paolo Federico di Meclemburgo-Schwerin |                                       |  |  |       |  |  |                                 |  |  |                             |  |
|                                | Federico Francesco II di Meclemburgo-Schwerin | Paolo Federico di Meclemburgo-Schwerin |                                       |  |  |       |  |  |                                 |  |  |                             |  |
|                                | Federico Francesco II di Meclemburgo-Schwerin | Alessandrina di Prussia                |                                       |  |  |       |  |  |                                 |  |  |                             |  |
| Enrico di Meclemburgo-Schwerin | Federico Francesco II di Meclemburgo-Schwerin |                                        |                                       |  |  |       |  |  |                                 |  |  |                             |  |
|                                |                                               | Maria di Schwarzburg-Rudolstadt        | Adolfo di Schwarzburg-Rudolstadt      |  |  |       |  |  |                                 |  |  |                             |  |
|                                |                                               | Maria di Schwarzburg-Rudolstadt        | Adolfo di Schwarzburg-Rudolstadt      |  |  |       |  |  |                                 |  |  |                             |  |
|                                |                                               | Maria di Schwarzburg-Rudolstadt        | Matilde di Schonburg-Waldenburg       |  |  |       |  |  |                                 |  |  |                             |  |
| Giuliana dei Paesi Bassi       |                                               | Maria di Schwarzburg-Rudolstadt        |                                       |  |  |       |  |  |                                 |  |  |                             |  |
|                                |                                               | Guglielmo III dei Paesi Bassi          | Guglielmo II dei Paesi Bassi          |  |  |       |  |  |                                 |  |  |                             |  |
|                                |                                               | Guglielmo III dei Paesi Bassi          | Guglielmo II dei Paesi Bassi          |  |  |       |  |  |                                 |  |  |                             |  |
|                                |                                               | Guglielmo III dei Paesi Bassi          | Anna Pavlovna Romanova                |  |  |       |  |  |                                 |  |  |                             |  |
| Guglielmina dei Paesi Bassi    |                                               | Guglielmo III dei Paesi Bassi          |                                       |  |  |       |  |  |                                 |  |  |                             |  |
|                                |                                               | Emma di Waldeck e Pyrmont              | Giorgio Vittorio di Waldeck e Pyrmont |  |  |       |  |  |                                 |  |  |                             |  |
|                                |                                               | Emma di Waldeck e Pyrmont              | Giorgio Vittorio di Waldeck e Pyrmont |  |  |       |  |  |                                 |  |  |                             |  |
|                                |                                               | Emma di Waldeck e Pyrmont              | Elena di Nassau                       |  |  |       |  |  |                                 |  |  |                             |  |
|                                |                                               | Emma di Waldeck e Pyrmont              |                                       |  |  |       |  |  |                                 |  |  |                             |  |